# Marignac (Haute-Garonne)
Marignac is een gemeente in het Franse departement Haute-Garonne (regio Occitanie) en telt 505 inwoners (1999). De plaats maakt deel uit van het arrondissement Saint-Gaudens.

## Geografie
De oppervlakte van Marignac bedraagt 13,1 km², de bevolkingsdichtheid is 38,5 inwoners per km².

## Verkeer en vervoer
In de gemeente ligt spoorwegstation Marignac - Saint-Béat.
De onderstaande kaart toont de ligging van Marignac (Haute-Garonne) met de belangrijkste infrastructuur en aangrenzende gemeenten.

## Demografie
Onderstaande figuur toont het verloop van het inwonertal (bron: INSEE-tellingen).